# Igreja de Lyjny

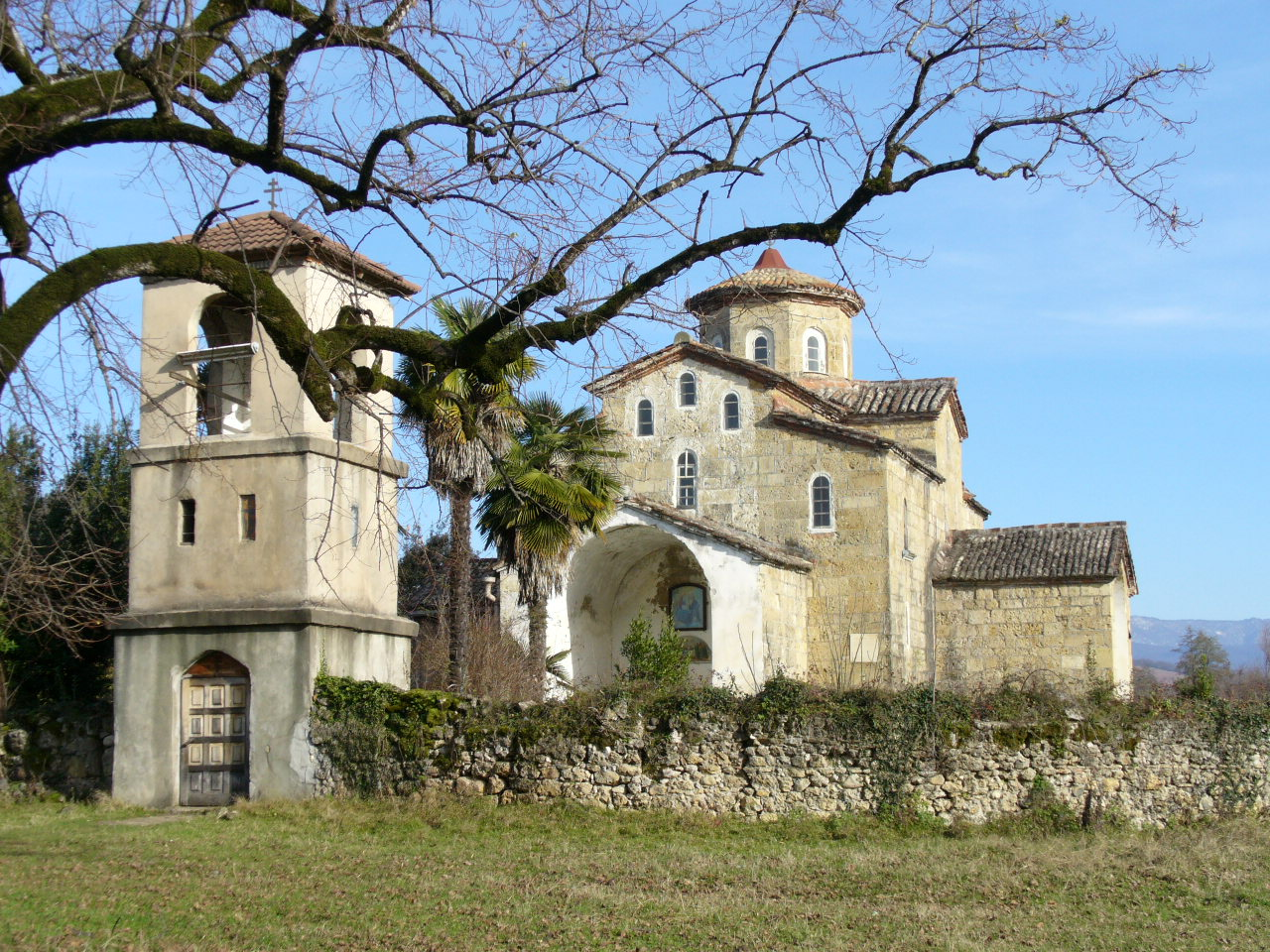
Igreja de Lyjny.

A Igreja da Dormição de Lyjny ou Igreja Lyjny é uma igreja cristã ortodoxa medieval localizada na cidade de Lyjny na Abecásia, na Geórgia, construída no século X. Seus afrescos do século XIV são influenciados pela arte contemporânea bizantina e adornados com mais de uma dúzia de inscrições georgianas e gregas. 

## Arquitetura

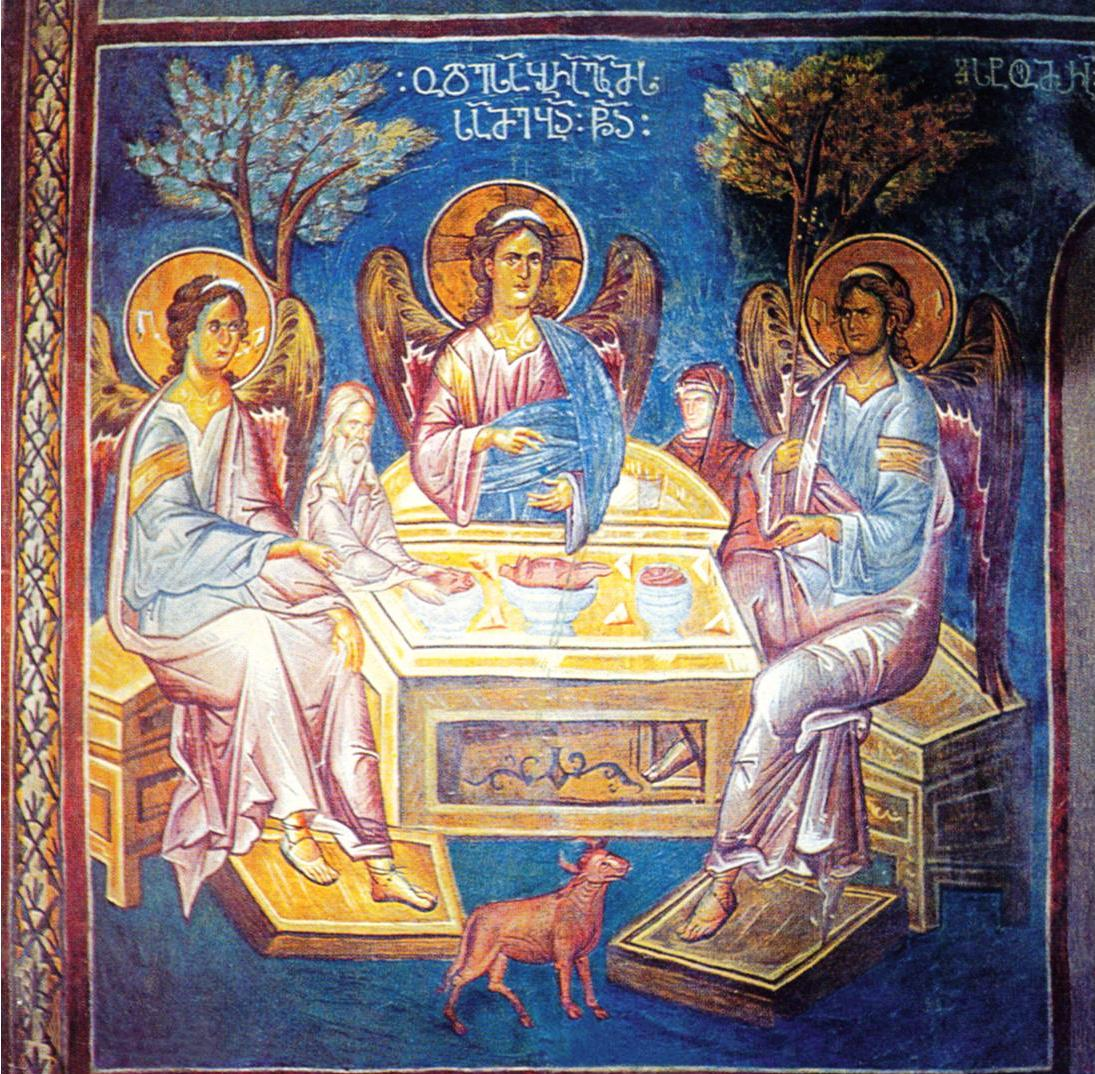
Afresco do século XIV representando Abraão e a Santíssima Trindade com uma inscrição georgiana.

A igreja tem um design abobadado em cruz inscrita, construído com linhas retas de pedra ornamental refinada. A pequena cúpula, com um tambor baixo e um telhado inclinado, é baseada em quatro molas independentes. A parte ocidental do edifício inclui uma galeria superior. As fachadas são simples, com aberturas nas janelas e marcadas com três absides que se projetam da parede leste. Há vestígios de pintura mural dos séculos X-XI, mas o ciclo de afrescos existente data do século XIV. Eles são caracterizados por pinturas coloridas, dinâmicas e expressivas de figuras humanas um tanto alongadas.
As antiguidades de Lyjny, também conhecidas como Souk-Su, foram estudadas e publicadas pela primeira vez em 1848 pelo erudito francês Marie-Félicité Brosset, que também copiou várias inscrições georgianas e gregas medievais da igreja Lyjny. Vale a pena notar a inscrição georgiana, em asomtavruli, que menciona o aparecimento do cometa Halley em 1066, durante o reinado de Bagrat IV da Geórgia. 
Em 2010, as autoridades de fato da Abecásia iniciaram os esforços de conservação. As obras, de acordo com especialistas da Geórgia, carregam o risco de uma violação da autenticidade. A igreja Lyjny está inscrita na lista de monumentos de importância nacional da Geórgia.